# Gabriel Besory
Gabriel Besory, né le 4 juillet 1929 à Bordeaux et mort le 24 avril 2015 à Libourne, est un arbitre français de football des années 1970. En parallèle, il est l'un des cofondateurs de radio libre. Il met en place à partir de 1981 une radio libre qui aujourd'hui s'appelle Radio Cadence Musique.  

## Biographie
Gabriel Besory officie quinze fois l'Olympique de Marseille en première division entre 1971 et 1978 ainsi que deux rencontres de Coupe de France dont la demi-finale aller de Coupe de France 1971-1972.

## Carrière
Il est le fondateur, en 1981, de Radio des vallées (devenue Radio Cadence Musique en 1984). Il en est le président et la dirige pendant presque 15 ans. 
En tant qu'arbitre, il officie en finale du : 
- Challenge des champions 1971 : OM-Stade rennais[2].